# 13209 Arnhem
13209 Arnhem este un asteroid din centura principală de asteroizi.

## Descriere
13209 Arnhem este un asteroid din centura principală de asteroizi. A fost descoperit pe 9 aprilie 1997 la Observatorul La Silla de Eric Walter Elst. Asteroidul prezintă o orbită caracterizată de o semiaxă mare de 2,32 ua, o excentricitate de 0,13 și o înclinație de 2,6° în raport cu ecliptica.